# Ponická dúbrava
Ponická dúbrava je národní přírodní rezervace v oblasti Poľana v geomorfologickém celku a pohoří Poľana. Nachází se v katastrálním území obce Poniky v okrese Banská Bystrica v Banskobystrickém kraji na Slovensku. Území bylo vyhlášeno či novelizováno v letech 1895, 1933, 1983 na rozloze 13,3400 ha. Ochranné pásmo nebylo stanoveno.